# الباب الشرقي (صفاقس)

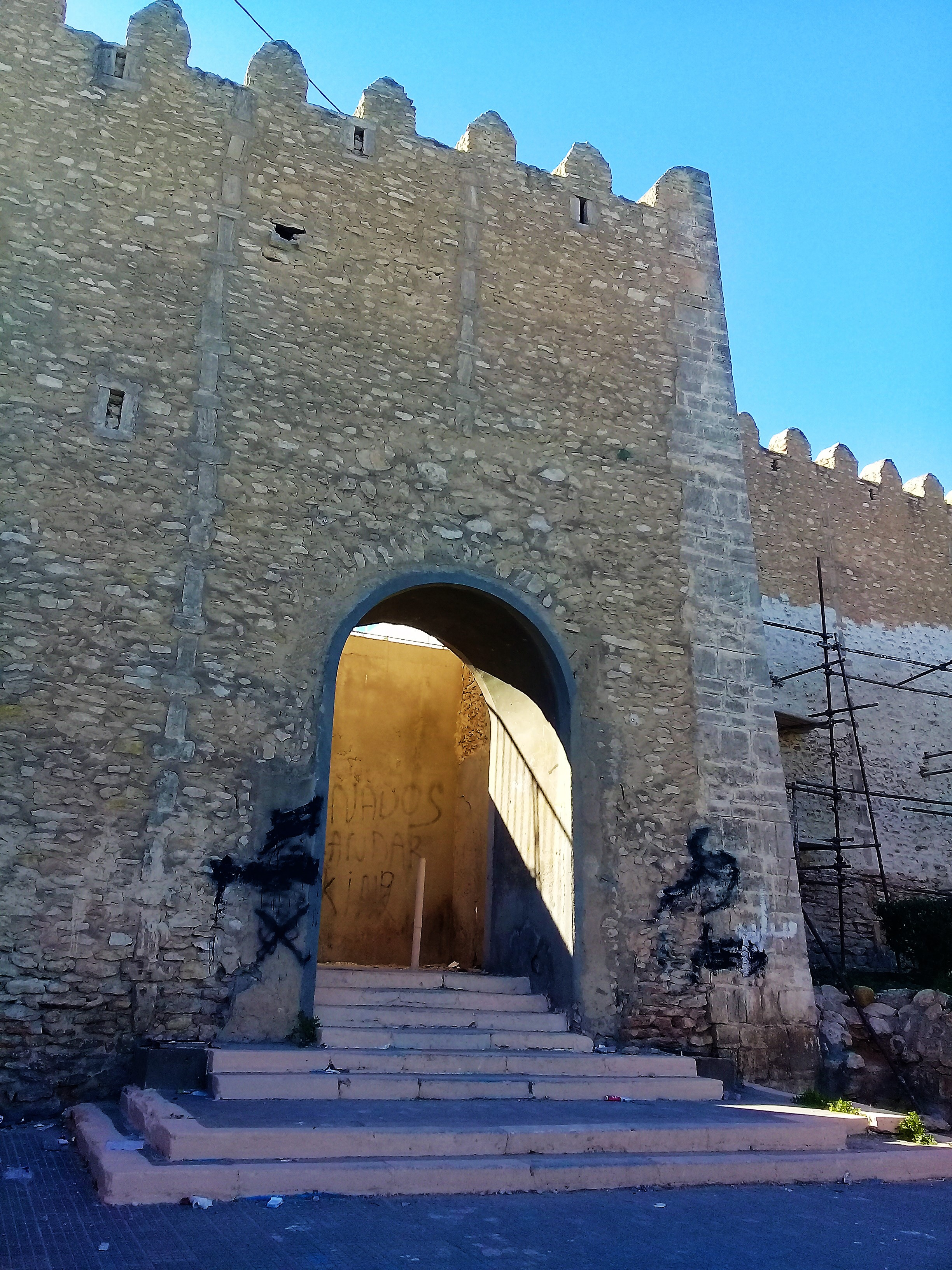
الباب الشرقي

الباب الشرقي يمثل واحدا من أبواب المدينة العتيقة بصفاقس. توجد هذه البوابة بوسط الواجهة الشرقية للمدينة، أمام حديقة أوران ومكاتب شركة السكك الحديدية، ويفصل بينهم شارع الجيش.
من خلال مدرج، يربط الباب نهج الدريبة الذي يمثل محور المدينة الشرقي-غربي.
هذا المدخل له شكل قوس هلالي ويمثل النهاية الشرقية للمحور الذي يقسم المدينة العتيقة طولا. و قد تم فتحه في مارس سنة 1965 كآخر مدخل يتم إضافته لتخفيف زحمة التنقل عبر باب الديوان وباب الجبلي.